# 西村インターチェンジ
西村インターチェンジ（にしむらインターチェンジ）は、島根県浜田市にある山陰自動車道（浜田三隅道路）のインターチェンジである。

## 接続する道路
- 国道9号

## 歴史
- 2015年（平成27年）3月14日：原井IC - 当IC間開通に伴い供用開始[1][2]。
- 2016年（平成28年）12月18日：当IC - 石見三隅IC間開通[3]。

## 周辺
- 道の駅ゆうひパーク三隅
- 折居駅（JR西日本山陰本線）
- 折居海水浴場
- 吉浦港

## 料金所
無料区間のため、設置されていない。

## 隣
E9 山陰自動車道
浜田港IC - 西村IC - 石見三隅IC